# Antonio Pietrangeli
Antonio Pietrangeli (Roma, 19 de gener de 1919 – Gaeta, 12 de juliol de 1968) va ser un guionista, dialoguista i director de cinema italià. És el fill de la mestres Ofelia Palleschi i de l'enginyer Francesco Pietrangeli.

## Biografia
Després d'estudiar medicina, es fa crític de cinema per a diferents diaris. L'endemà de la Segona Guerra mundial, col·labora en l'escriptura de guions per a realitzadors com Gianni Franciolini, Pietro Germi, Alessandro Blasetti, Mario Camerini, Roberto Rossellini o Alberto Lattuada. Abans, va participar en el guió d' Ossessione  de Luchino Visconti, obra clau del neorealisme. Passa a la realització el 1953 amb Il sole negli occhi. Fins i tot quan prenen una gir més dramàtic, la majoria de les seves pel·lícules han estat escrites en col·laboració amb Ettore Scola i Ruggero Maccari, de vegades amb Agenore Incrocci i Furio Scarpelli, els quatre grans guionistes i pilars de la comèdia italiana.
Pietrangeli és conegut per haver-se interessat per la condició femenina en la societat italiana, en una època en què aquest tema no ho era o era poc tractat, sobretot en Adua e le compagne pel·lícula que va contribuir molt al seu renom, La Parmigiana i Io la conoscevo bene. Antonio Pietrangeli mor ofegat accidentalment durant el rodatge de la pel·lícula Com, quan i per què.

## Filmografia

### Director
- 1953: Il sole negli occhi
- 1954: Amori di mezzo secolo
- 1956: Lo scapolo
- 1957: Souvenir d'Italie
- 1958: Nata di marzo
- 1960: Adua e le compagne
- 1961: Fantasmi a Roma
- 1963: La parmigiana
- 1963: La visita
- 1964: El magnífic cornut
- 1965: Io la conoscevo bene
- 1966: Le fate, film d'esquetxos
- 1969: Com, quan i per què (Come, quando, perchè) (acabada per Valerio Zurlini)

### Guionista
- 1943: Ossessione, (Luchino Visconti)
- 1945: La Nostra guerra, (Alberto Lattuada)
- 1947: Gioventù perduta, (Pietro Germi)
- 1948: La terra tremola (La Terra trema), (Luchino Visconti)
- 1948: Amanti senza amore, (Gianni Franciolini)
- 1948: Fabiola, (Alessandro Blasetti)
- 1949: Les Derniers Jours de Pompéi, (Marcel L'Herbier)
- 1949: La Sposa non può attendere, (Gianni Franciolini)
- 1950: Due mogli sono troppe, (Mario Camerini)
- 1950: Quel fantasma di mio marito, (Camillo Mastrocinque)
- 1951: L'ultimo incontro, (Gianni Franciolini)
- 1952: La Lupa, (Alberto Lattuada)
- 1952: Europa 51, (Roberto Rossellini)
- 1954: Dov'è la libertà...?, (Roberto Rossellini)
- 1961: Il Carabiniere a cavallo, (Carlo Lizzani)

## Reconeixement
- 1960: candidat a un Lleó d'Or per Adua e le compagne
- 1964: candidat a un Os d'Or per La visita